# Cryptomyzus maudamanti
Cryptomyzus maudamanti är en insektsart. Cryptomyzus maudamanti ingår i släktet Cryptomyzus och familjen långrörsbladlöss. Inga underarter finns listade i Catalogue of Life.